# Abel Aubert du Petit-Thouars
Abel Aubert du Petit-Thouars (Abel Aubert Dupetit Thouars) (* cerca de Turquant, 3 de agosto de 1793 - París, 16 de marzo de 1864) fue un navegante, botánico y explorador francés.
En 1836 es nombrado capitán de navío, y producto de sus viajes y exploraciones, en 1840 publicó el libro Viaje Alrededor del Mundo en la Fragata Vénus, en los años 1836 a 1839, en el cual detalla sus observaciones. En 1841 es nombrado Contraalmirante y Comandante de las Fuerzas Navales en Oceanía. Y en 1842 estableció el protectorado francés en Tahití, obteniendo para Francia la soberanía de las Islas Marquesas.
En 1846 fue nombrado Vicealmirante y el 6 de agosto de 1855 es nombrado miembro libre de la Academia de Ciencias Francesa.
- La abreviatura «A.Thouars» se emplea para indicar a Abel Aubert du Petit-Thouars como autoridad en la descripción y clasificación científica de los vegetales.[1]